# Akercocke
Akercocke est un groupe de blackened death metal progressif britannique, originaire de Londres, en Angleterre.

## Biographie

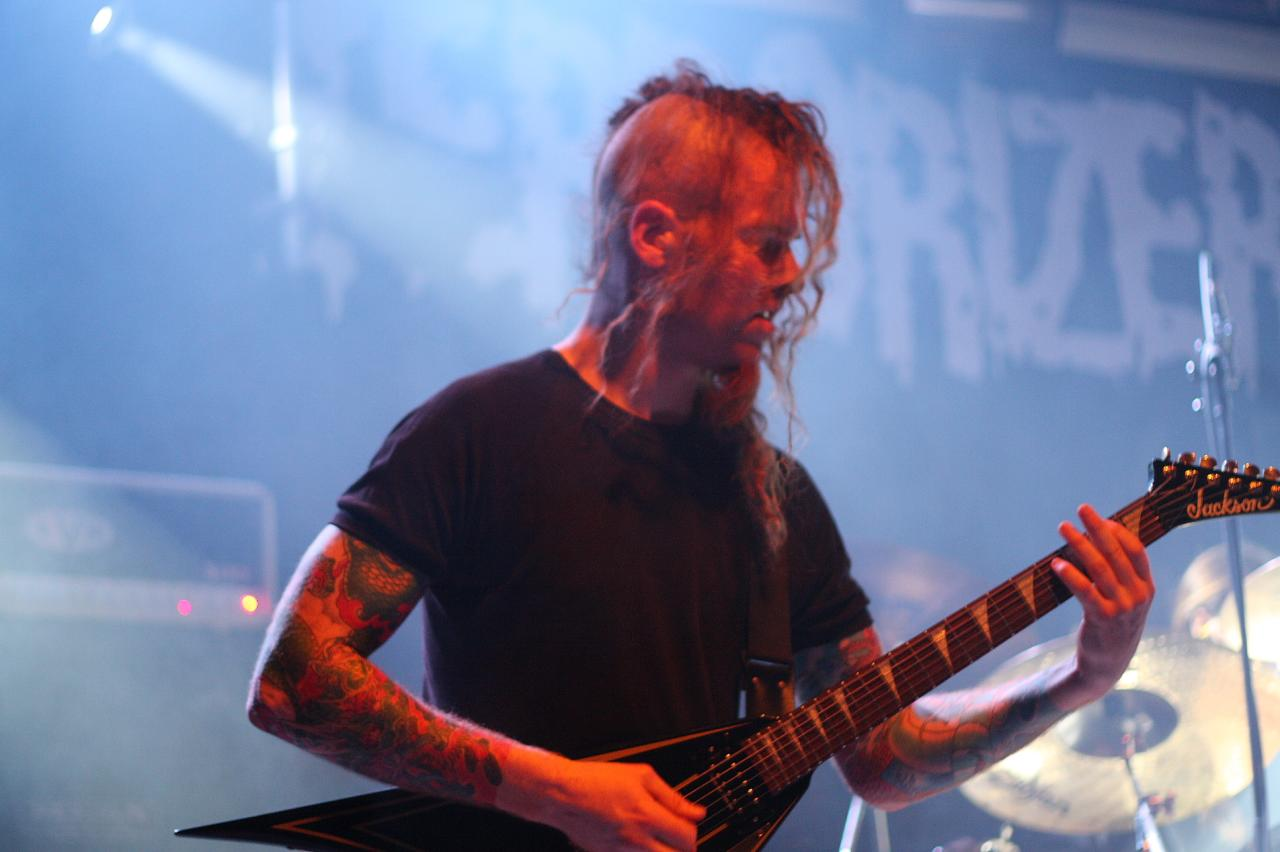
Matt Wilcock de Akercocke sur scène, en 2009.

Le groupe est formé au début de 1997 par le multi-instrumentiste Jason Mendonca et le batteur David Gray, des amis de longue date et qui avaient déjà joué ensemble dans le groupe Salem Orchid. le groupe fait également participer Paul Scanlan. Le premier album de Akercocke, Rape of the Bastard Nazarene, est publié par le groupe en 1999. Akercocke signe ensuite au label Peaceville Records, et publie l'album The Goat of Mendes en 2001, qui atteint la quatrième place de l'album de l'année par le magazine Terrorizer. En 2003, l'album Choronzon est publié par le label Earache Records. Paul Scanlan quitte le groupe après l'album.
Leur album Words that Go Unspoken, Deeds that Go Undone est publié en octobre 2005. Le 18 janvier 2007, Peter Theobalds quitte le groupe et est remplacé par Peter Benjamin. Akercocke publie son cinquième album, Antichrist, en mai 2007. En tournée en soutien à l'album, à cause de la nature anti-chrétienne de leur musique, le groupe génère la polémique en Irlande du Nord en programmant un passage à Belfast le 18 mai 2007 ; ils participent au débat télévisé Nolan Live sur BBC1 le 16 mai 2007 pour défendre leur droit de jouer.
Akercocke révèle sa réunion surprise en 2016, aux côtés du guitariste Paul Scanlan et des nouveaux venus Nathanael Underwood à la basse. Le groupe poste une nouvelle chanson sur YouTube, intitulée Inner Sanctum le 24 avril 2016. Leur site web officiel est lancé le 25 avril 2016. Le même mois, ils annoncent un nouvel album intitulé Renaissance In Extremis prévu pour fin 2016. En mai 2016, Akercocke annonce sa participation au Damnation Festival 2016, prévu pour le 5 novembre.

## Membres

### Membres actuels
- David Gray - batterie (1997-2012, depuis 2016)[8]
- Paul Scanlan - guitare (1997-2003, depuis 2016)[8]
- Jason Mendonça - guitare, chant (1997-2012, depuis 2016)[8]
- Nathanael Underwood - basse (depuis 2016)[8]

### Anciens membres
- Rob Archibald - claviers[8]
- Peter Theobalds - basse (1997-2007)[8]
- Martin Bonsoir - claviers, samples (1997-2003)[8]
- Daniel « The Ritz » Reeves - claviers (2003-2006)[8]
- Matt Wilcock - guitare (2004-2010)[8]
- Peter Benjamin - basse  (2007-2012)[8]
- Dan Knight - guitare (2011-2012)[8]

## Discographie
- 1999 : Rape of the Bastard Nazarene
- 2001 : The Goat of Mendes
- 2003 : Choronzon
- 2005 : Words That Go Unspoken, Deeds That Go Undone
- 2007 : Antichrist